# Cachoeiras (Niterói)
Cachoeiras é um bairro localizado no município de Niterói, no estado do Rio de Janeiro, no Brasil. O bairro é situado entre a Zona Sul e a Região de Pendotiba. Possui uma área de 1,39 km2.

## Localização
Localizado a partir da confluência das duas principais vias do bairro de São Francisco (Niterói) (Avenidas Rui Barbosa e Presidente Roosevelt), o bairro de Cachoeiras estende-se até o Largo da Batalha sendo, do ponto de vista geográfico, o fundo do vale situado entre as encostas do Cavalão e do Morro de Santo Inácio. Cachoeiras limita-se com Viradouro, Largo da Batalha, Maceió, Cafubá e São Francisco (Niterói)

## História
Cortando o vale entre o Cavalão e do Morro de Santo Inácio, existia um caminho que ligava São Francisco/Cachoeiras ao Largo da Batalha e, daí, seguia em direção ao interior do Estado interligando-se à estrada Velha de Maricá. Este caminho recebeu posteriormente a denominação de Estrada da Cachoeira, pois nele existe um rio que desce do Largo da Batalha em direção à praia do Saco de São Francisco pela encosta íngreme e que, em outras épocas, formava uma cachoeira.

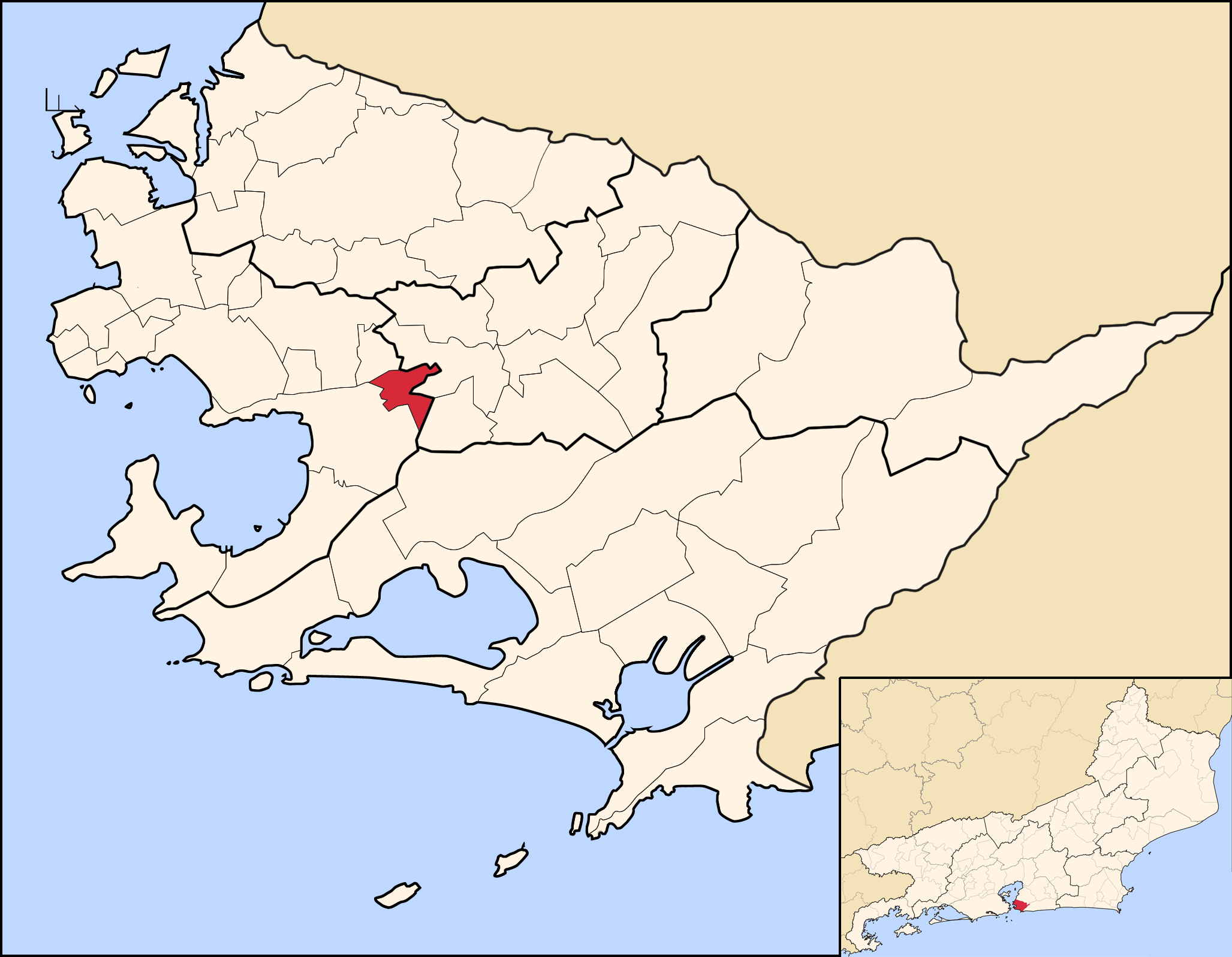
Localização do bairro das Cachoeiras no município de Niterói.

Esta estrada, apesar de muito íngreme e de difícil conservação teve um papel econômico relevante no transporte de mercadorias (tropas de mulas) e viajantes. Com a expansão da cidade para novas áreas, outros caminhos/estradas passaram a ser utilizados, entre eles o que sobe o Morro do Viradouro (Garganta) a partir de Santa Rosa em direção ao Largo da Batalha. Assim a estrada da Cachoeira deixou de ser conservada, ficando num estado tão precário que esteve intransitável por um tempo. Até então, a estrada passou processos de urbanização e ampliação, tornando-se importante via de comunicação para as Regiões de Pendotiba e Oceânica. Ligado por razões urbanas e históricas ao bairro de São Francisco, Cachoeiras difere deste por apresentar alternância entre os tipos de residência, existindo o contraste entre as casas de padrão construtivo que variam do médio (residências do moradoras mais antigos), passam pelo elevado (casas em condomínios) e confundem-se com as auto-construções, quase sempre na encosta. Essas residências eram erguidas em terrenos de posse, sendo que a ocupação efetiva do bairro passa a ocorrer por volta de 1950, encontrando-se atualmente com suas áreas mais acessíveis totalmente ocupadas.

## Economia
O comércio é pouco significativo e se restringe aos bares e pequenas mercearias onde são vendidos gêneros de primeira necessidade. Existem ainda algumas oficinas mecânicas e serralherias.

## Lazer e turismo
Há de se assinalar a utilização da quadra da escola de samba local para realização de eventos sociais variados, bem como do campo de futebol, responsável pela realização de jogos de caráter regional.

## Demografia
A população residente em Cachoeiras representa 0,82% da população de Niterói, segundo o censo do IBGE de 1991. O crescimento demográfico acentuou-se no período de 1980 a 1991, ocupando o 19º lugar.

## Dados
- População: 3.596 hab. (IBGE/1991)
  - Sexo Masculino: 1.741 (48,41%)
  - Sexo Feminino: 1.855 (51,59%)
    - 05 a 34 anos: 56,20%
    - 10 a 14 anos: 10,65%
- Alfabetização: 87,81%
- Domicílios Próprios: 83,42%
- Domicílios Alugados: 10,62%